# Dowty Rotol
Dowty Rotol je britanski proizvajalec letalskih propelerjev. Sedež podjetja je v Stavertonu, Gloucestershire. Tovarna v Stavertonu je v lasti ameriškega GE Aviation Systems, ki je sam divizija od General Electrica. Ime Rotol je akronim za "ROlls-Royce" in "BrisTOL".
Podjetje Rotol Airscrews sta leta 1937 skupno ustanovila Rolls-Royce and Bristol Engines.Podjetje je bilo znano po zelo kakovostnih propelerjih, med drugim so poganjal lovce Hawker Hurricane, Supermarine Spitfire in veliko drugih letal iz 2. svetovne voje. Leta 1943 se je podjetje preimenovalo v Rotol Limited. Leta 1952 je Rotol kupil podjetje British Messier Limited, ki se je ukvarajalo s hidravličnimi sistemi in pristajalnimi podvozji.
Leta 1958 sta se Bristol Aeroplane Company in Rolls-Royce odločila do prodata podjetje skupini Dowty Group.